# Software as a service
Software as a service (SaaS), în traducere software ca serviciu, este o alternativă la instalările tradiționale de software. Termenul se referă la distribuția și licențierea software-ului pentru aplicații cloud. SaaS este, de asemenea, cunoscut sub numele de software la cerere, software bazat pe web, software găzduit. 
SaaS permite utilizatorilor să se conecteze și să utilizeze aplicații bazate pe cloud prin internet. Utilizatorii plătesc o taxă pentru utilizarea software-ului. Furnizorul de servicii cloud dezvoltă și întreține software-ul pentru aplicații cloud, oferă actualizări și pune software-ul la dispoziția clienților săi. SaaS este găzduit și rulează în cloud. Datele utilizatorilor sunt păstrate în centrul de date al furnizorului. 
Software as a service face parte dintr-un grup de modele bazate pe cloud care include  Platform as a Service (PaaS), Infrastructure as a Service (IaaS), Blockchain as a service (BaaS), Database as a service (DaaS) etc. 
SaaS conține suite moderne și tehnologii încorporate precum inteligența artificială, învățare automată, chatbot, asistenți digitali, IoT, blockchain, realitate augmentată și realitate virtuală.
Companii majore de software la nivel de întreprindere au implementat SaaS, printre care Microsoft, Oracle, IBM, SAP AG, Intuit etc.
SaaS a devenit extrem de popular, un sondaj recent sugerând că aproximativ 86% dintre companii vor funcționa exclusiv pe servicii cloud bazate pe SaaS până în 2023.

## Istoric
Software as a service nu este un concept nou, în anii 1960 MIT dezvoltând Compatible Time-Sharing System (CTSS), considerată prima formă de SaaS . Application Service Provider (ASP) a fost un precursor al modelului SaaS prin faptul că au furnizat servicii bazate pe computer prin rețea. 
La sfârșitul anilor 1990 au apărut primele soluții SaaS. Acest nou model a oferit eficiențe mult mai mari decât predecesorul ASP (Application Service Provider). O singură instanță a aplicației putea deservi mai mulți utilizatori datorită arhitecturii multi-locatari, instalarea locală a software-ului nu mai era necesară.
Prima companie SaaS, Concur, a fost fondată ca un serviciu de software la pachet. Concur a comercializat dischete și CD-ROM-uri cu software de călătorie și costuri aferente. 
În 1995, au apărut câteva site-uri SaaS, cu lansarea pieței online Amazon și AuctionWeb (acum  eBay).
În 1999, Salesforce a lansat platforma CRM. Acesta a fost primul sistem SaaS care a fost construit de la zero și a continuat să obțină o creștere masivă.

## Avantaje
- Accesibilitate: posibilitatea de a rula printr-un browser de internet 24/7 de pe orice dispozitiv
- Costuri reduse: elimină necesitatea de a instala și rula aplicații pe propriile servere sau centre de date, nu se percep taxe suplimentare de configurare
- Implementare rapidă: SaaS este deja preconfigurat și preinstalat în cloud, gata de utilizare imediat ce este accesat online, software-ul este actualizat automat
- Securitatea datelor: furnizorii SaaS efectuează teste de penetrare pentru a identifica vulnerabilități din sistem, oferă criptare a datelor, piste de audit.
- Scalabilitate: furnizorii SaaS oferă, în general, multe opțiuni de abonament și flexibilitate pentru a schimba abonamentele la cerere, atunci când mai mulți utilizatori trebuie să acceseze serviciul.

## Dezavantaje
- Control limitat: software-ul găzduit în cloud este controlat de furnizor, funcționalitatea existentă nu poate fi modificată sau adăuga unele opțiuni specifice
- Gamă restrânsă de aplicații față de soluțiile populare care nu au o platformă bazată pe cloud
- Dependența de conexiune stabilă: SaaS are nevoie de o conexiune rapidă la internet pentru utilizare. Problemele de rețea și viteza scăzută a internetului duc la întârzieri și productivitate redusă.[8][9]

## Implementări
Aplicațiile SaaS includ managementul relațiilor cu clienții (CRM), managementul resurselor umane (HR), comerț electronic, marketing, contabilitate, mesagerie, e-mail, software antivirus, jocuri online etc.
- Dropbox: client care rulează pe sistemele de operare Windows, Mac OS și Linux, precum și pe dispozitive mobile, oferă stocare în cloud pentru documente și fișiere
- Google Workspace: suită de instrumente de cloud computing, productivitate și colaborare, software, dezvoltate și comercializate de Google
- HubSpot: suită completă de instrumente de marketing, vânzări și asistență pentru companii de toate dimensiunile.
- Microsoft 365: soluție integrată de aplicații și servicii precum Word, Excel, PowerPoint, actualizată lunar cu cele mai recente funcții și actualizări de securitate.
- NetSuite: software financiar și contabil
- Salesforce: este una dintre cele mai populare soluții CRM atât pentru întreprinderile mici, cât și pentru întreprinderile mari
- SAP Concur: integrează rezervarea călătoriilor cu urmărirea cheltuielilor, oferind clienților o experiență de utilizator mai bună, date mai precise și rapoarte mai bogate.
- Shopify: platformă de comerț electronic care facilitează crearea unui magazin online cu instrumente pentru gestionarea și promovarea magazinului
- Sendinblue: soluție de marketing experiențial cu o varietate de instrumente de marketing orientate către companii, agenții și comerț electronic.
- Squarespace: constructor de site-uri all-in-one care folosește o funcție de drag-and-drop pentru a facilita crearea unui site web.
- Zoom: unifică conferințele video în cloud, întâlnirile online simple și mesageria de grup într-o singură platformă.[10]